# جواز سفر قمري
جواز سفر قمري هو وثيقة رسمية يصدر لمواطني جزر القمر، للسفر الدولي.